# مایکل جان لاچیوزا
مایکل جان لاچیوزا (انگلیسی: Michael John LaChiusa؛ زادهٔ ۲۴ ژوئیهٔ ۱۹۶۲) آهنگسازو ترانه سرای [[اهل ایالات متحده آمریکا است.